# Правительство Эстонии
Прави́тельство Эсто́нии (эст. Vabariigi Valitsus) — конституционный орган, которому принадлежит высшая исполнительная власть в Эстонской Республике.
В своей деятельности правительство подотчётно парламенту Эстонии. Депутаты парламента имеют право делать запросы министрам, на которые министры обязаны отвечать в установленный срок.

## Порядок формирования
Поскольку Эстония является парламентской республикой, то решающее слово в назначении премьер-министра принадлежит парламенту страны — Рийгикогу.
Кандидат на должность главы правительства официально назначается Президентом Республики в течение 14 дней с момента отставки предыдущего состава правительства. Соответствующее решение, как правило, принимается главой государства после консультаций с лидерами представленных в Рийгикогу политических сил. Для реального формирования нового состава кабинета назначенный Президентом Республики кандидат должен получить соответствующие полномочия от парламента — Рийгикогу. Парламент принимает решение по кандидатуре премьер-министра путём открытого голосования после заслушивания его доклада об основах формирования будущего правительства.
В случае одобрения парламентом представленной кандидатуры состав правительства в течение последующих 7 дней представляется премьер-министром главе государства, который своим решением официально назначает членов правительства на должность. Последний этап является формальностью, поскольку президент не имеет конституционного права отказаться от назначения правительства (за исключением крайне маловероятных на практике случаев явного несоответствия представленных кандидатур требованиям законодательства — например, вследствие отсутствия эстонского гражданства, недееспособности и т. п.). Официальное вступление членов правительства в должность происходит путём принесения присяги перед Рийгикогу.
В случае отклонения первоначально представленной президентом кандидатуры парламентом, президент имеет право выдвинуть новую кандидатуру. В случае повторного отклонения представленной Президентом Республики кандидатуры либо отказа главы государства от повторного внесения кандидатуры право выдвижения кандидата в премьер-министры переходит к Рийгикогу. В случае, если по истечении 14 дней с момента перехода права выдвижения кандидата в премьер-министры к парламенту состав правительства всё ещё не будет представлен Президенту, то Президент своим решением объявляет внеочередные выборы в парламент.
Изменения в составе действующего правительства (увольнение и назначение отдельных министров) оформляются решениями Президента Республики по представлению премьер-министра. По действующему закону у Президента имеется три дня на утверждение представления премьер-министра при отсутствии формального права на отказ.
Рийгикогу может выразить вотум недоверия как правительству в целом, так и конкретным министрам в отдельности, что влечёт за собой их незамедлительную отставку. В случае выражения недоверия правительству в целом правительство может подать ходатайство Президенту об объявлении досрочных выборов в парламент. Ушедшее или отправленное в отставку правительство исполняет текущие обязанности до момента вступления в должность нового правительства. Для избежания вакуума власти, старое правительство официально снимается с должности решением Президента Республики только при вступлении в должность новосформированного состава кабинета.
Правительство Республики также подаёт в отставку с созывом нового состава Рийгикогу.

## Полномочия
В соответствии с конституцией и законодательством Эстонии, правительство реализует следующие функции:
- осуществляет внутреннюю и внешнюю политику государства;
- направляет и координирует деятельность правительственных учреждений;
- организует исполнение законов, постановлений Рийгикогу, решений и приказов Президента Республики;
- представляет Рийгикогу законопроекты, а также договоры с иностранными государствами для их ратификации и денонсации;
- разрабатывает проект государственного бюджета и представляет его Рийгикогу, организует исполнение государственного бюджета и представляет Рийгикогу отчет о его исполнении;
- на основании и во исполнение законов издает постановления и распоряжения;
- организует отношения с другими государствами;
- вводит в случае стихийного бедствия, катастрофы или в целях пресечения распространения инфекционной болезни чрезвычайное положение по всей республике либо в её отдельной части.

## Порядок работы и принятия решений
Заседания правительства являются закрытыми, если только само правительство не решит иначе.
Решения правительства принимаются по представлению премьер-министра либо ответственного за данную конкретную сферу министра.
В заседаниях правительства по должности имеют право участвовать также канцлер юстиции и государственный контролёр.

## Премьер-министр

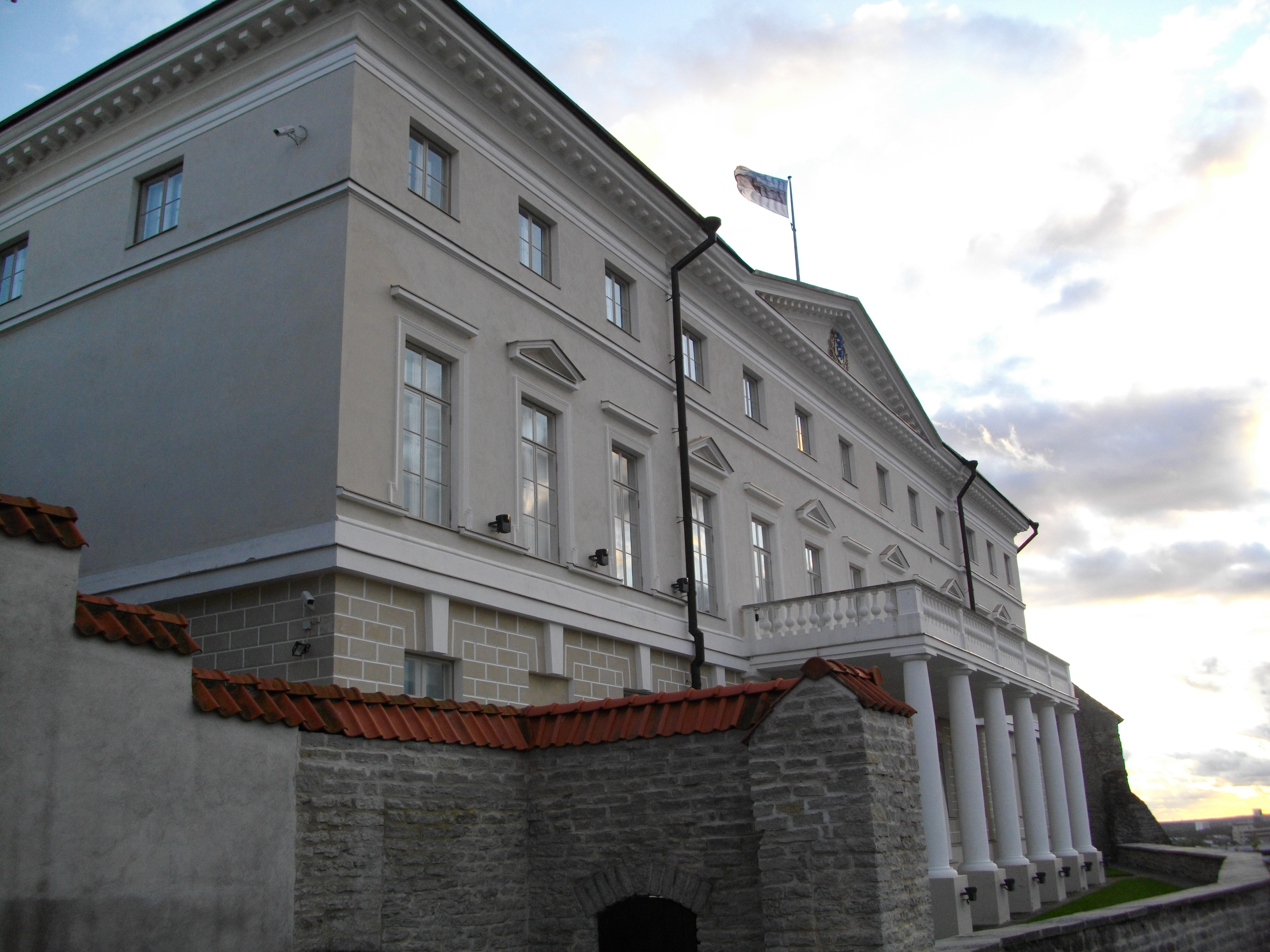
Вид на здание правительства со смотровой платформы Паткуля

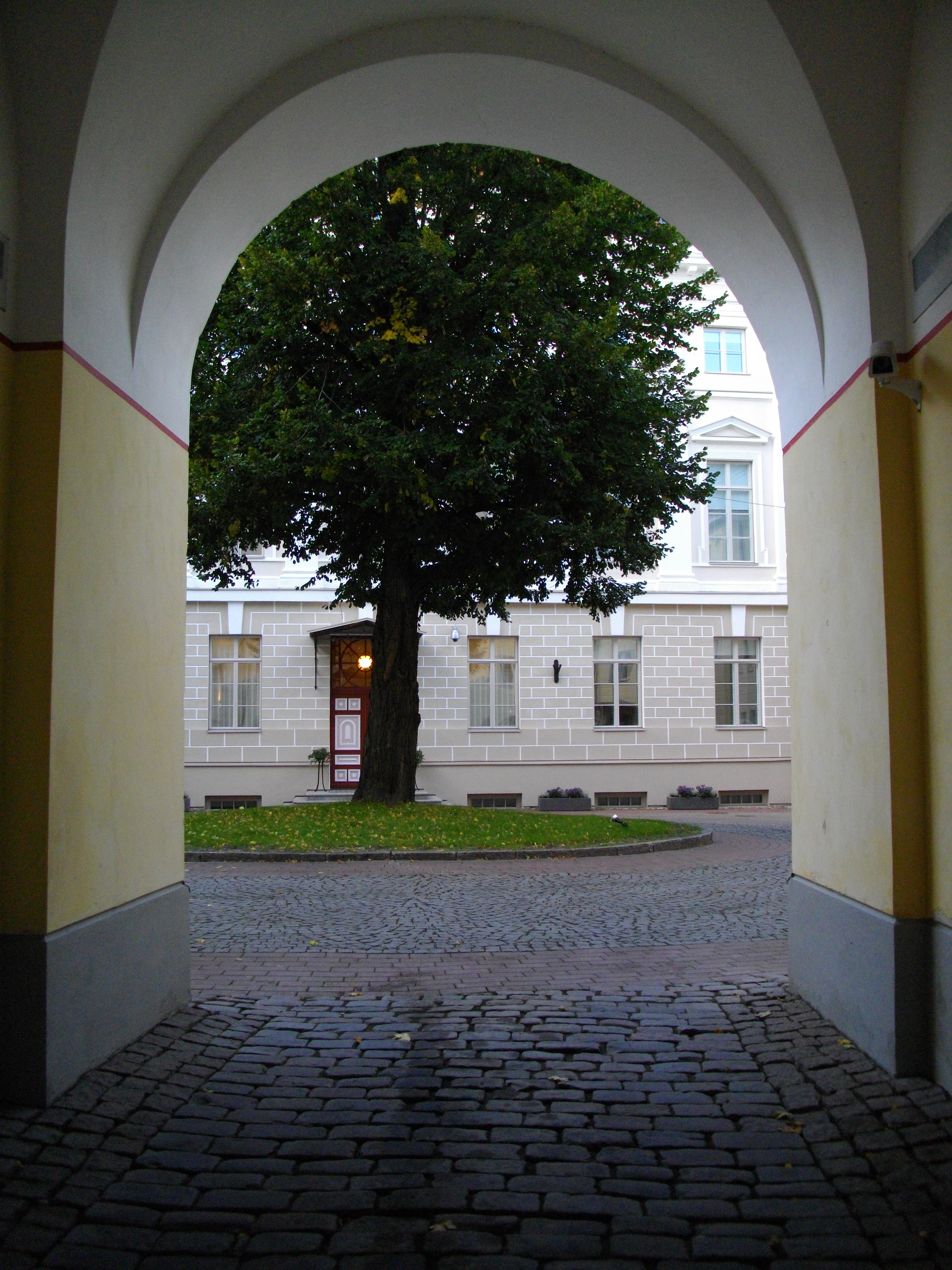
Внутренний двор здания правительства

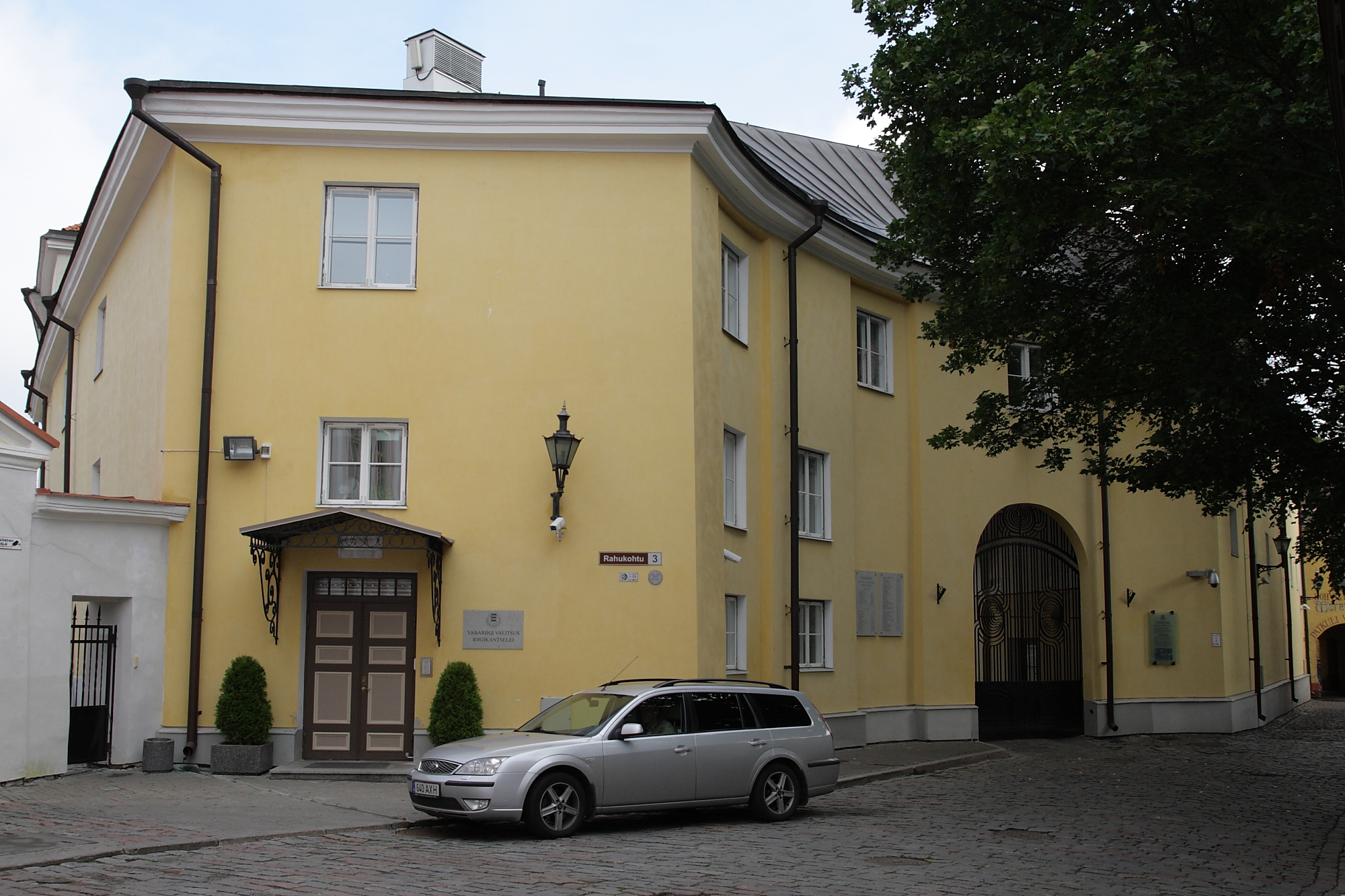
Основной вход в здание правительства и госканцелярии

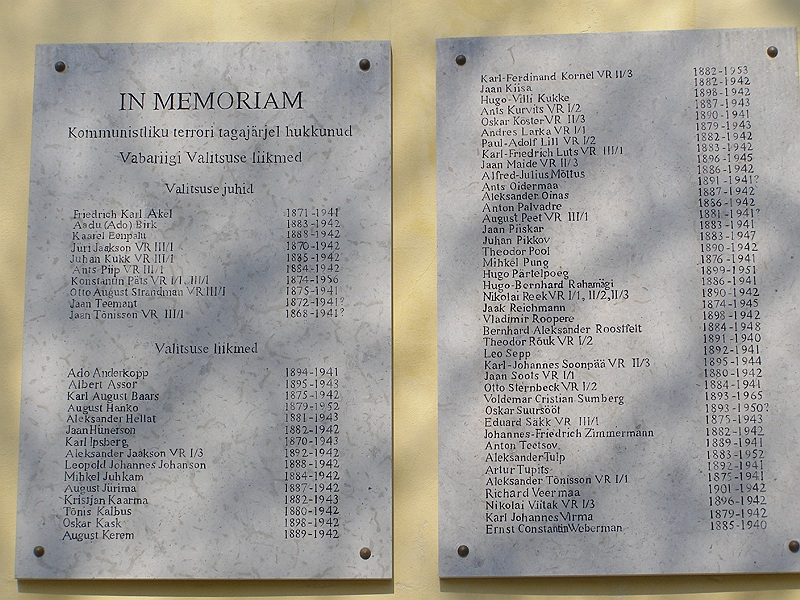
Мемориальная доска в память о членах правительства, погибших в ходе коммунистического террора

Премьер-министр Эстонии возглавляет Правительство республики, руководит его деятельностью и представляет его как внутри страны, так и в международных отношениях. Премьер-министр не вправе одновременно занимать должность какого-либо министра, а также любую иную государственную или муниципальную должность, входить в совет или правление коммерческого предприятия, заниматься предпринимательской либо иной оплачиваемой деятельностью, за исключением научной и преподавательской работы.
В соответствии с законом «О Правительстве Республики», премьер-министр:
- ведёт заседания правительства;
- подписывает нормативные акты правительства (постановления и распоряжения);
- имеет право требовать у любого министра разъяснений по вопросам его деятельности;
- издаёт распоряжения в случаях, определённых законом;
- делает Президенту Республики представления об изменении состава правительства;
- представляет Правительство Республики в суде либо делегирует полномочия по судебному представительству иным лицам;
- представляет Эстонию в высшем совете Европейского союза и на встречах глав государств и правительств стран-членов союза, а также руководит формированием официальной позиции республики для этих встреч;
- исполняет иные задачи, возложенные на него Конституцией или законом.

Замещать премьер-министра в его отсутствие имеют право два министра, назначенных для этого самим премьер-министром и в установленном им же порядке. Если оба назначенных для этих целей министра недоступны или неспособны исполнять обязанности премьер-министра, то эта обязанность переходит к самому старшему по возрасту члену правительства. Замещающий премьер-министра министр не имеет право делать заявление об отставке правительства (за исключением смерти премьер-министра) а также делать президенту представления на назначение или увольнение министров.

## Министерства
Законодательство Эстонии предусматривает наличие в структуре государственного управления следующих министерств:
- министерство образования и науки;
- министерство юстиции;
- министерство обороны;
- министерство окружающей среды;
- министерство культуры;
- министерство экономики и коммуникаций;
- министерство сельского хозяйства;
- министерство финансов;
- министерство внутренних дел;
- министерство социальных дел;
- министерство иностранных дел.

## История

### Правительство Марта Лаара (1999—2002)
Март Лаар руководил правительством Эстонии 1041 день с 25 марта 1999 года по 28 января 2002 года. Правительство было сформировано т. н. «тройственным союзом», состоявшим из Партии реформ, Союза Отечества и Партии умеренных (прежнее название Социал-демократической партии).

### Первое правительство Андруса Ансипа (2005—2007)
Первое правительство Андруса Ансипа находилось у власти 723 дня c 13 апреля 2005 года по 5 апреля 2007 года. В формировании правительства принимали участие три партии: Партия Реформ, Центристская партия и Народный союз.

### Второе правительство Андруса Ансипа (2007—2011)
Второе правительство Андруса Ансипа находилось у власти 1463 дня с 5 апреля 2007 года по 6 апреля 2011 года и стало первым в новейшей истории Эстонии правительством, отработавшим полный четырёхлетний срок между очередными выборами в Рийгикогу.
На начальный период работы этого состава правительства пришёлся кризис с переносом Бронзового солдата в апреле 2007 года.

### Третье правительство Андруса Ансипа (2011—2014)
На прошедших весной 2011 года выборах в Рийгикогу победу одержала Партия реформ, которая и сформировала новое коалиционное правительство в партнёрстве с Союзом Отечества и Рес Публики. Андрус Ансип, как лидер победившей партии, был выдвинут на пост премьер-министра президентом страны 4 апреля 2011 года и получил полномочия на формирование правительства от парламента уже на следующий день — 5 апреля 2011 года. Третье правительство Андруса Ансипа в целом было назначено на должность в тот же день решением Президента Республики и официально вступило в должность 6 апреля 2011 года, принеся присягу перед Рийгикогу.

### Первое правительство Таави Рыйваса (март 2014 — апрель 2015)
Данный состав правительства был сформирован двумя партиями — Партией реформ и Социал-демократической партией, и находился у власти в течение 380 дней (с 26 марта 2014 года по 9 апреля 2015 г.). Состав правящей коалиции и правительства изменился после проведения коалиционных переговоров по результатам выборов в Рийгикогу 1 марта 2015 года.

### Второе правительство Таави Рыйваса (апрель 2015 — ноябрь 2016)
Возглавляемое Таави Рыйвасом правительство приступило к работе 9 апреля 2015 года после очередных выборов в Рийгикогу. В правительственную коалицию входили Партия Реформ, Социал-демократическая партия и партия "Союз Отечества и Res Publica" (IRL). Помимо премьер-министра в правительство входило 14 министров.
30 мая 2015 года председателем Социал-демократической партии становится Евгений Осиновский, в связи с этим 14 сентября этого же года в отставку уходят министр предпринимательства Урве Пало, министр обороны Свен Миксер и министр здравоохранения и труда Раннар Васильев.
1 июля 2015 года министр иностранных дел Кейт Пентус-Розианнус (Партия реформ) заявляет об уходе в отставку, из-за решения Таллиннского окружного суда по гражданскому иску о банкротстве OÜ Autorollo, согласно которому ответчиком по делу признана Пентус-Розианнус.
Лето 2016 — неспособность выбрать кандидата в президенты. В связи с невозможностью коалиции договориться с кандидатурой Президента Эстонии, выборы в парламенте после трех туров провалились.
9 сентября 2016 года Марина Кальюранд (Партия реформ) покидает пост министра иностранных дел и планирует участвовать в выборах президента республики. Министром иностранных дел становится Юрген Лиги, а министром образования и науки Марис Лаури.
24 сентября 2016 года Коллегия выборщиков не может выбрать президента, по словам Рыйваса, конституционного кризиса нет. Право выбирать президента возвращается в парламент.
4 ноября 2016 начала разваливаться коалиция, когда министры от IRL и SDE начали подписывать указы, которыми отзывали членов парламента из советов госпредприятий.
7 ноября 2016 года оппозиция подает в Рийгикогу заявление о вынесении премьеру вотума недоверия.
9 ноября 2016 премьер-министру Таави Рыйвасу был вынесен вотум недоверия. Правительство ушло в отставку.

### Первое правительство Юри Ратаса (ноябрь 2016 — апрель 2019)
Возглавляемое Юри Ратасом правительство вступило в должность 23 ноября 2016 года. В правительственную коалицию входили Центрийская партия, Социал-демократическая партия и партия "Союз Отечества и Res Publica" (IRL). Помимо премьер-министра в правительство входило 14 министров.
На первый год коалиционного правительства под руководством Юри Ратаса выпало и председательство Эстонии в Совете Европейского союза.
6 декабря 2016 года Мартин Репинский (Центрийская партия) подал в отставку с поста министра сельской жизни. Издание Eesti Ekspress опубликовало статью, в которой утверждалось, что сыр с фермы Репинского продается в магазинах под видом эстонского продукта, хотя часть продукции заказывается из Нидерландов. Позже выяснилось, что Репинский в несовершеннолетнем возрасте совершил попытку мошенничества и был приговорен за это к лишению свободы на три месяца условно с годичным испытательным сроком.
24 мая 2017 года министр государственного управления Михаил Корб (Центрийская партия) подал в отставку, из-за скандала после его заявлений про НАТО на встрече с ветеранами в Хаапсалу.
12 июня 2017 года после избрания нового председателя партии IRL со своих постов ушли министр финансов Свен Сестер, министр обороны Маргус Цахкна и министр окружающей среды Марко Померанц.
7 апреля 2018 года Евгений Осиновский (SDE) заявил об отставке с поста министра здравоохранения и труда, по причине подготовки своей партии к парламентским выборам в 2019 году.
17 апреля 2018 года Яак Ааб (Центрийская партия) заявил об отставке с поста министра госуправления, в связи с тем, что был задержан за рулем с остаточными признаками алкогольного опьянения.
23 июля 2018 года Урве Пало (SDE) подала в отставку с поста министра предпринимательства и ИТ. Пало вышла из Социал-Демократической партии, а на следующий день подала прошение об отставке. Решение принято в связи с уходом из политики в бизнес.
20 ноября 2018 года министр внутренних дел Андрес Анвельт (SDE) подал в отставку по состоянию здоровья. Издание Eesti Ekspress считает, что настоящей причиной ухода с поста министра и выхода из партии стали тесные связи с бизнесменом Антоном Гером, который подозревался в крупнейшем в истории Эстонии случаем отмывания денег.
4 апреля 2019 года премьер-министр Юри Ратас выступил с заявлением об отставке правительства, в связи с прошедшими парламентскими выборами. Правительство продолжило работать до вступления в должность нового состава правительства.

### Второе правительство Юри Ратаса (апрель 2019 — январь 2021)
Возглавляемое Юри Ратасом правительство вступило в должность 29 апреля 2019 года. В правительственную коалицию входили Центристская партия, Консервативная народная партия и партия «Отечество». Помимо премьер-министра в правительство входило 14 министров.
На церемонию принятия присяги министров президент Эстонии, Керсти Кальюлайд, пришла в джемпере с надписью Sõna on vaba («Слово свободно»). В то время, когда новый министр ИТ и внешней торговли, Марти Куузик давал присягу, президент покинула свое место в зале Рийгикогу. Куузику пришлось благодарить пустое место. К присяге следующих министров, президент вернулась на место. Связано это было со слухами в СМИ, что Куузик применяет дома насилие.
Марти Куузик (EKRE) подал в отставку с поста министра на следующий день, 30 апреля 2019 года.
Керт Кинго (EKRE) подала в отставку с поста министра внешней торговли и информационных технологий 23 октября 2019 года, причиной стала ее ложь во время выступления в Рийгикогу.
25 ноября 2019 года премьер-министр отправил в отставку министра сельского хозяйства Марта Ярвика (EKRE), причиной стала попытка вмешательства в надзорный процесс департамента.
17 апреля 2020 года EKRE отозвала с должности Каймара Кару, министра ИТ и внешней торговли. Кару пробыл на посту пять месяцев и за это время не вступил в ряды Консервативной народной партии Эстонии.
7 ноября 2020 года президент Керсти Кальюлайд освободила Рене Кокка (EKRE) от должности министра окружающей среды. Кокк ушел в отставку по состоянию здоровья.
9 ноября 2020 года в отставку ушел министр внутренних дел Март Хельме (EKRE). Выступая на радио вместе с Мартином Хельме подверг сомнению результаты выборов в США.
20 ноября 2020 года министр образования и науки Майлис Репс (Центрийская партия) заявила о своей отставке, после того, как 17 ноября, в газете Õhtuleht была опубликована информация, что Репс использует собственность министерства и водителя, например, кода отвозит детей в школу. Также министр использовала автомобиль во время поездки в Хорватию.
На период работы состава правительства пришелся кризис, связанный с распространением коронавируса.
13 января 2021 года в 6 часов утра по местному времени премьер-министр Ю. Ратас объявил о своей отставке, следовательно в отставку уйдет все правительство. Отставка связана с выдачей подозрения Центрийской партии по делу компании Porto Franco (коррупция). 

Правительство продолжило работу до вступления в должность нового состава.

### Правительство Каи Каллас (январь 2021 — июль 2022)
Возглавляемое Каей Каллас правительство вступило в должность 26 января 2021 года. В правительственную коалицию входили Партия Реформ и Центристская партия. Помимо первого премьер-министра женщины Каи Каллас в правительство входило 14 министров. Примечательно, что из 14 министров в правительстве Каллас половина — 7 женщин министров, что является рекордом для страны, а также президентом Эстонии также является женщина Керсти Кальюлайд.
2 ноября 2021 года подала в отставку ушла министр культуры Аннели Отт (Центристская партия) в связи со скандалом, связанным с вакцинацией против Covid-19. Отт была единственным не вакцинированным министром в правительстве.
17 ноября 2021 года о своей отставке заявил министр окружающей среды Тынис Мёльдер (Центристская партия) по собственному желанию, поводом для решения стали семейные обстоятельства.
3 июня 2022 года Кая Каллас отправила в отставку всех министров от Центристской Партии. После этого Партия Реформ продолжила руководить правительством в одиночку. По решению президента министр окружающей среды Эрки Сависаар, министр культуры Тийт Терик, министр экономики и инфраструктуры Таави Аас, министр государственного управления Яак Ааб, министр внутренних дел Кристьян Яани, министр здоровья и труда Танель Кийк и министр иностранных дел Эва-Мария Лийметс отправлены в отставку.
30 июня 2022 года в отставку подала министр образования и науки Лийна Керсна (Партия реформ) в связи с возбуждением уголовного дела по расследованию обстоятельств договора о закупках экспресс-тестов на Covid-19. Каллас приняла заявление об отставке, однако сообщила, что не передаст его президенту.
14 июля 2022 года премьер-министр Кая Каллас официально проинформировала правительство и Президента о решении уйти в отставку по собственной инициативе. Вместе с премьер-министром в отставку ушло всё правительство. Правительство продолжило работу до вступления в должность нового состава.

### Второе правительство Каи Каллас (июль 2022 — настоящее время)
Возглавляемое Каей Каллас правительство вступило в должность 18 июля 2022 года. В правительственную коалицию входят Партия Реформ, Социал-демократическая партия и партия «Отечество». Помимо премьер-министра Каи Каллас в правительство входят 14 министров, по 5 от каждой партии и 4 от партии Реформ соответственно.

## Внешние ссылки
- Министерство образования и науки Архивная копия от 19 сентября 2011 на Wayback Machine
- Министерство юстиции Архивная копия от 25 августа 2011 на Wayback Machine
- Министерство обороны
- Министерство окружающей среды Архивная копия от 3 сентября 2011 на Wayback Machine
- Министерство культуры Архивная копия от 26 сентября 2011 на Wayback Machine
- Министерство экономики и коммуникаций (по-английски) Архивная копия от 3 сентября 2011 на Wayback Machine
- Министерство сельского хозяйства Архивная копия от 19 сентября 2011 на Wayback Machine
- Министерство финансов Архивная копия от 1 октября 2011 на Wayback Machine
- Министерство внутренних дел Архивная копия от 11 сентября 2011 на Wayback Machine
- Министерство социальных дел
- Министерство иностранных дел Архивная копия от 22 августа 2011 на Wayback Machine